# Карес
Карес (исп. Río Cares) — река на северо-западе Испании. Длина — 54 км.
Истоки реки находятся на высоте 1600 м на территории муниципалитета Посада-де-Вальдеон (Кастилия-Леон). Первые 19 км Карес протекает по территории провинции Леон, остальные 35 км — по Астурии, где и впадает в реку Дева.
Ущелье Кареса достигает глубины 1,5 км, разделяя хребет Пикос-де-Эуропа на Западный (Корнион) и Центральный (Урриэлес) массивы.
В верховьях Кареса популярен пеший туризм. Низкая степень сложности и живописная местность делают его одним из самых популярных марштрутов в Кантабрийских горах.